# Hai môn phối hợp
Hai môn phối hợp (biathlon) là môn thể thao mùa đông gồm trượt tuyết băng đồng và bắn súng.

## Lịch sử
Theo Encyclopædia Britannica, hai môn phối hợp "bắt nguồn từ truyền thống trượt tuyết ở Scandinavia, nơi mà những cư dân thủa sơ khai tôn sùng thần Ullr làm thần trượt tuyết và thần săn bắn". Vào thời hiện đại, hoạt động về sau phát triển thành môn thể thao này thực ra là một bài tập của người Na Uy đồng thời cũng là bài tập dành cho quân đội. Các trung đoàn trượt tuyết Na Uy từng tổ chức các cuộc thi trượt tuyết quân sự trong thế kỷ 18, gồm bốn hạng mục: bắn vào mục tiêu khi đang trượt tuyết ở tốc độ cao, đua đổ đèo giữa rừng cây, đua đổ đèo trên đồi cao mà không ngã, và cuộc đua đường dài trên địa hình bằng phẳng mang theo súng trường và ba lô. Trong thuật ngữ hiện đại các cuộc thi trên tương ứng với trượt tuyết đổ đèo, vượt chướng ngại vật, hai môn phối hợp, và băng đồng. Câu lạc bộ trượt tuyết và súng trường Trysil, một trong những câu lạc bộ trượt tuyết đầu tiên trên thế giới, được thành lập ở Na Uy năm 1861 để khuyến khích hoạt động quốc phòng ở địa phương.
Các biến thể xuất hiện trong thế kỷ 20 có thể kể đến Forsvarsrennet (cuộc thi quân sự)–một cuộc đua băng đồng dài 17 km kèm theo bắn súng, và cuộc đua băng đồng quân sự dài 30 km kèm theo bắn súng. Hai môn phối hợp hiện đại là biến thể dân sự của bài luyện tập quân sự hỗn hợp khi xưa. Ở Na Uy, tính tới năm 1984 thì hai môn phối hợp vẫn là một nhánh của Det frivillige Skyttervesen, một tổ chức do chính phủ thành lập với mục đích khuyến khích bắn súng trong dân chúng nhằm hỗ trợ cho hoạt động quốc phòng. Trong tiếng Na Uy, hai môn phối hợp được gọi là skiskyting (nghĩa là trượt tuyết bắn súng). Ở Na Uy ngày nay người ta vẫn tổ chức các cuộc thi skifeltskyting, cuộc đua trượt tuyết băng đồng dài 12 km kèm bắn súng trường nòng cỡ lớn vào các mục tiêu khác nhau ở khoảng cách bất kỳ.
Sự kết hợp giữa trượt tuyết và bắn súng dưới tên gọi tuần tra quân sự trở thành môn thể thao tại Thế vận hội Mùa đông năm 1924, và sau đó là môn thể thao biểu diễn vào các năm 1928, 1936, và 1948, tuy nhiên không được IOC công nhận do có sự bất đồng về luật lệ giữa một số nước. Trong khoảng giữa thập niên 50 của thế kỷ 20, hai môn phối hợp được đưa vào chương trình thể thao mùa đông ở Liên Xô và Thụy Điển và được đông đảo quần chúng đón nhận. Điều này góp phần không nhỏ vào việc đưa hai môn phối hợp vào Thế vận hội Mùa đông.
Giải vô địch hai môn phối hợp thế giới đầu tiên diễn ra vào năm 1958 tại Áo, và vào năm 1960 môn nằm trong chương trình Thế vận hội. Tại Albertville năm 1992, nội dung nữ lần đầu được đưa vào. Các giải đấu diễn ra từ 1958 tới 1965 sử dụng các loại đạn kíp nổ chính giữa công suất cao, ví dụ như .30-06 Springfield và 7,62×51mm NATO, trước khi loại đạn kíp nổ rìa .22 Long Rifle trở thành loại đạn tiêu chuẩn vào năm 1978. Đạn được giữ ở trong thắt lưng quấn quanh eo của vận động viên. Nội dung duy nhất là 20 kilômét (12 mi) cá nhân của nam, bao gồm bốn cự ly 100 mét (330 ft), 150 mét (490 ft), 200 mét (660 ft), và 250 mét (820 ft). Cự ly được giảm xuống còn 150 mét (490 ft) khi nội dung tiếp sức được bổ sung vào năm 1966.

## Quản lý
Năm 1948, Union Internationale de Pentathlon Moderne et Biathlon (UIPMB) được thành lập để châunr hóa luật lệ cho hai môn phối hợp và năm môn phối hợp hiện đại. Vào năm 1993, chi nhánh hai môn phối hợp của UIPMB thành lập International Biathlon Union (IBU), và tách khỏi UIPMB vào năm 1998.
Các chủ tịch bao gồm
- 1947–1949: Tom Wiborn (Thụy Điển)
- 1949–1960: Gustaf Dyrssen (Thụy Điển)
- 1960–1988: Sven Thofelt, (Thụy Điển)
- 1988–1992: Igor Novikov (Liên Xô/Nga)
- Từ 1992: Anders Besseberg (Na Uy)

## Các giải vô địch
Ngược lại với Thế vận hội và Giải vô địch thế giới (BWCH), World Cup (BWC) là một mùa giải với các cuộc đua diễn ra (gần như) đều đặn hàng tuần, trong đó những người có số điểm tổng cao nhất vào cuối mùa giải sẽ được nhận huy chương.
- Hai môn phối hợp tại Thế vận hội Mùa đông
- Giải vô địch hai môn phối hợp thế giới
- Cúp thế giới hai môn phối hợp
- Giải vô địch hai môn phối hợp trẻ thế giới